# Calamagrostis aurea
Calamagrostis aurea är en gräsart som först beskrevs av William Munro, och fick sitt nu gällande namn av Eduard Hackel och Luis Aloysius, Luigi Sodiro. Calamagrostis aurea ingår i släktet rör, och familjen gräs. IUCN kategoriserar arten globalt som sårbar.
Artens utbredningsområde är Ecuador. Inga underarter finns listade i Catalogue of Life.